# Карден, Сэквилл
Сэквилл Карден (англ. Sackville Hamilton Carden; 3 мая 1857 — 6 мая 1930) — британский адмирал.

## Биография
Сэквилл Карден родился в графстве Типперэри в Ирландии. Сэквилл был третьим ребёнком в семье. Несмотря на то, что его дед и отец служили в сухопутных войсках британской армии он выбрал карьеру морского офицера. В 1870 году Карден поступает на службу в Королевские ВМС. В начале карьеры Карден служил в Египте и Судане, участвовал в экспедиции в Бенин в 1897 году. В 1908 году он получил звание контр-адмирала. Через 2 года Карден был направлен в Атлантический флот. Накануне Первой мировой войны Карден был назначен управляющим верфи на Мальте. После начала Первой мировой войны и вступления в неё Османской империи, Карден выступил инициатором плана по прорыву союзного флота через пролив Дарданеллы.
Карден был назначен командующим британскими и французскими военно-морскими силами в Средиземном море. Перед ним была поставлена задача форсировать Дарданеллы, уничтожив береговые укрепления турок. Однако атаки в феврале 1915 года не принесли желаемого результата. Турецкие береговые укрепления надежно защищали вход в пролив. В марте Карден из-за болезни был заменен на адмирала Де Робека. После войны Карден вышел в отставку, умер в 1930 году.